# Tour de Flak

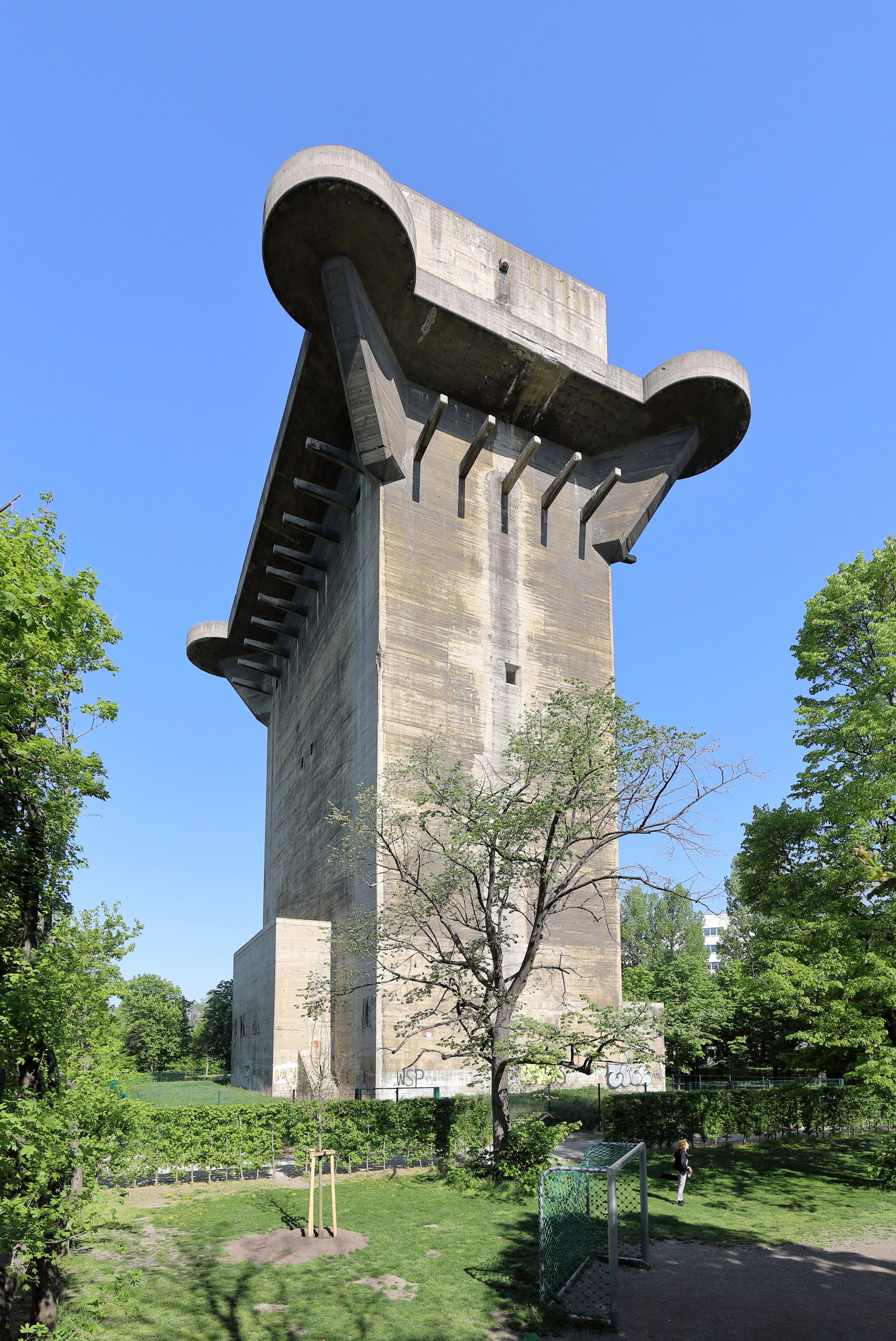
Parc Augarten, L-Turm.

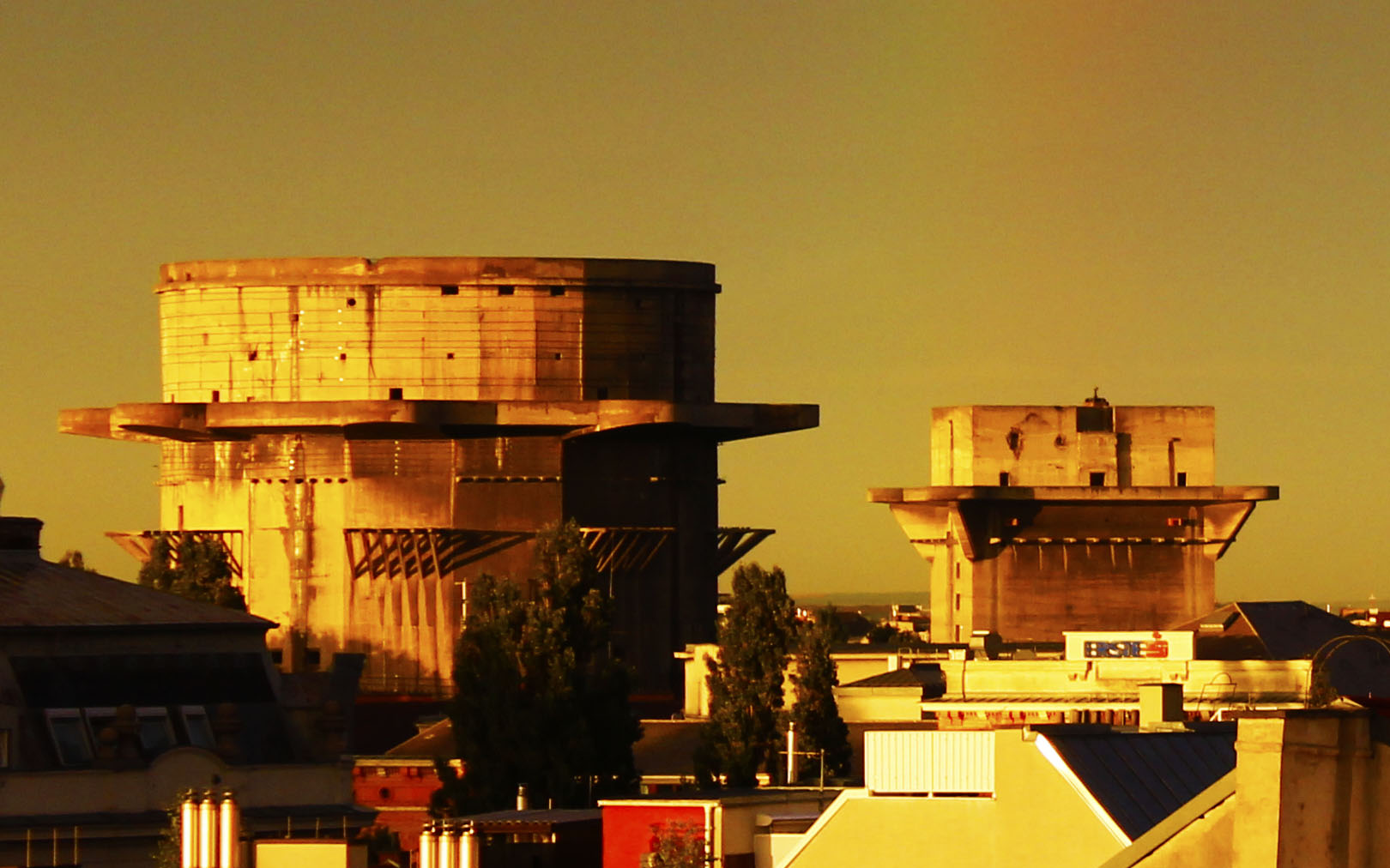
Parc Augarten, G-Turm et L-Turm.

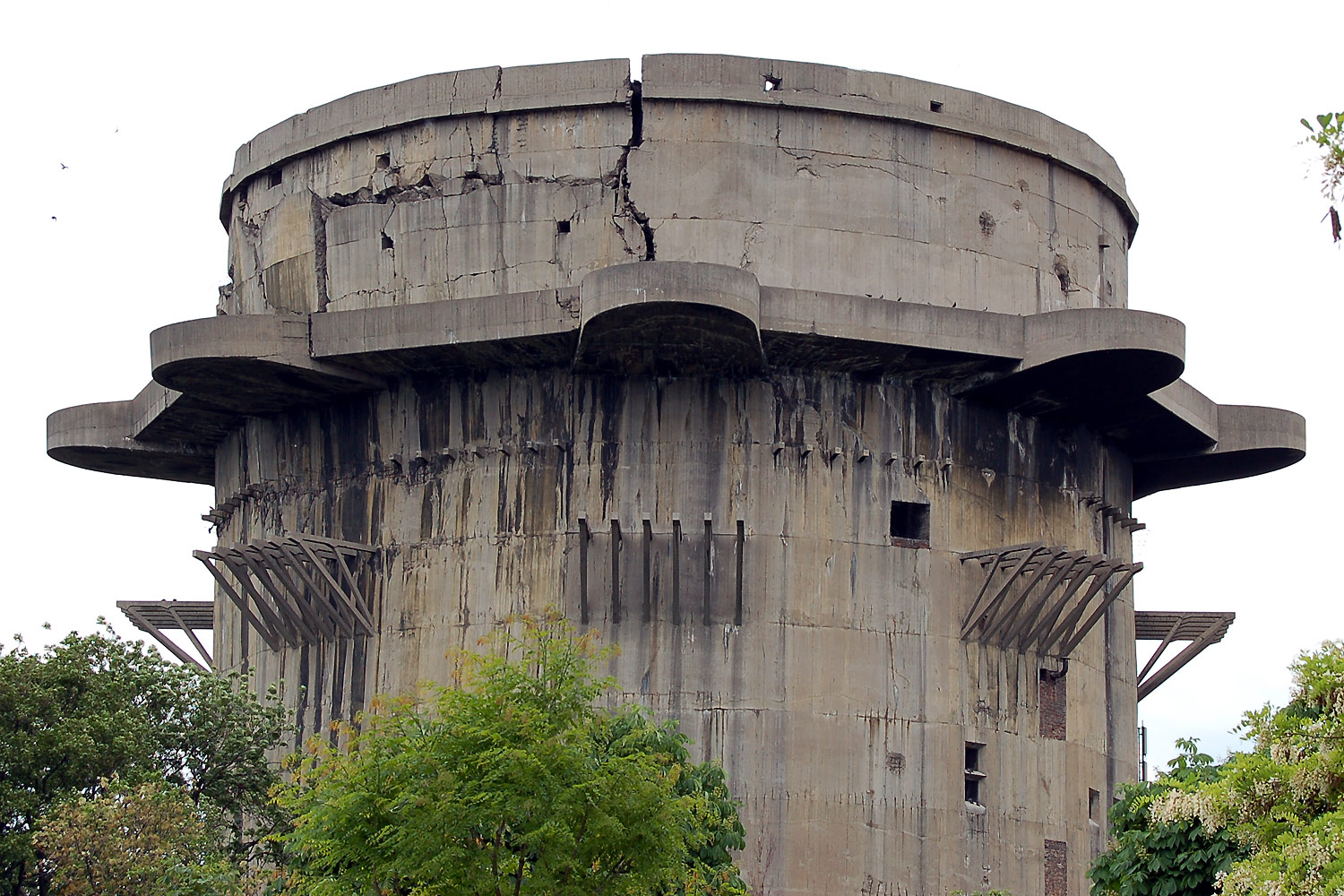
Parc Augarten, G-Turm.

Les tours de Flak (allemand : Flaktürme) ou de DCA (défense contre avions) étaient huit complexes de tours anti-aériennes de type blockhaus construits dans  les villes de Berlin (3), Hambourg (2) et Vienne (3) à partir de 1940. Elles furent utilisées par la Flak de la Luftwaffe pour se défendre contre les raids aériens alliés sur ces trois villes durant la Seconde Guerre mondiale. Elles servirent aussi d'abri anti-aériens pour des dizaines de milliers de personnes et pour coordonner la défense anti-aérienne.

## Histoire

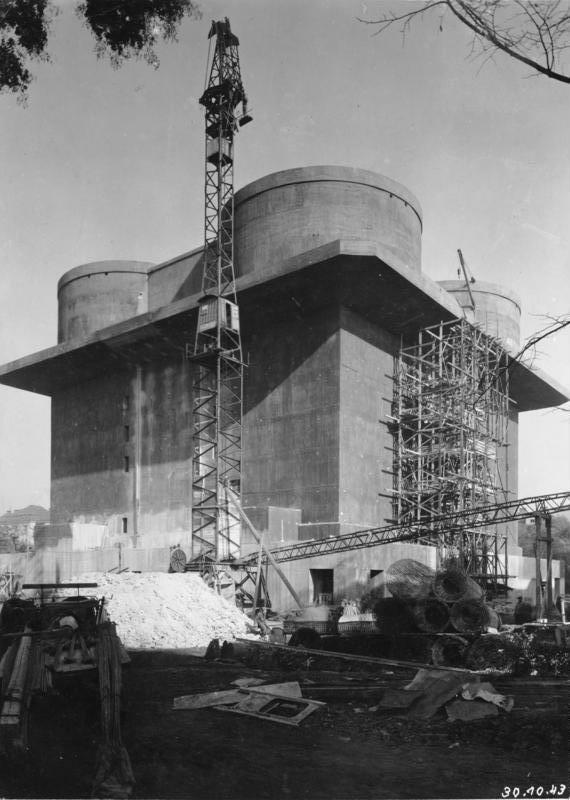
Construction d'une tour de Flak, en 1942.

Après le raid de la RAF sur Berlin en 1940, Adolf Hitler ordonna la construction de trois tours de DCA massives pour défendre la capitale d'attaques aériennes. Ces tours étaient épaulées dans leur utilisation par une installation de radars de conduite de tir FuSE 65 et FuMG 39T qui était sur un plateau rétractable (le plateau pouvait être rentré derrière un épais mur en béton et un dôme en acier afin de le protéger lors d'un raid aérien). Ces ouvrages, dont Hitler définit lui-même l'aspect en soumettant ses propres croquis, furent construits dans les six mois qui suivirent. La priorité du projet fut telle que le planning de transport de la Deutsche Reichsbahn Geselschaft (compagnie nationale des chemins de fer allemands) fut modifié pour permettre le transport du béton, de l'acier et des poutres vers les lieux de construction.
Comportant des murs en béton de 3,5 m d'épaisseur, les tours de Flak étaient considérées comme invulnérables aux bombes habituellement utilisées par les bombardiers alliés mais il est peu probable qu'elles auraient pu résister aux Grand Slam qui pouvaient pénétrer des structures plus épaisses en béton armé. Il semble que les avions ont généralement évité les tours de Flak. Les tours pouvaient maintenir une cadence de tir de 8 000 coups par minute, avec une portée maximale de 14 km sur 360°. Cependant, seuls les canons de 128 mm avaient une portée suffisante pour défendre les tours contre les bombardiers lourds du Royal Air Force Bomber Command. Les trois Flaktürme dans la banlieue de Berlin formaient un triangle qui devait protéger efficacement le centre de Berlin.
Les Flaktürme ont aussi été conçues comme abri anti-aérien pour la population civile, avec de la place pour 10 000 personnes et même un hôpital à l'intérieur. Les tours, lors de la chute de Berlin, formaient leur propre communauté, avec près, voire plus, de 30 000 Berlinois qui ont trouvé refuge dans chaque tour durant la bataille. Ces tours, un peu comme les donjons des châteaux médiévaux, furent les endroits les plus sûrs alors que la ville subissait des combats généralisés et elles furent les dernières à se rendre aux forces soviétiques, sans doute à cause de la diminution de leurs réserves.
Les Soviétiques, lors de leur assaut sur Berlin, eurent du mal à infliger des dégâts significatifs aux tours de DCA même avec les plus gros canons soviétiques, tels que les obusiers de 203 mm M1931 (en). Les forces soviétiques ont en général manœuvré autour des tours et envoyé des émissaires pour demander leur reddition. Contrairement aux autres défenses de Berlin, les tours furent en général pourvues d'un stock complet de munitions et de vivres. Les canonniers ont même utilisé leurs canons anti-aériens de 20 mm pour se défendre contre des troupes au sol. La tour du Zoo fut l'un des derniers points à se rendre alors que des unités blindées allemandes avaient tenté de la rejoindre en tentant de briser l'encerclement de l'Armée rouge [réf. nécessaire].
Pendant un certain temps après la guerre, il fut prévu de reconvertir les tours avec des façades décorées ou de les détruire mais la plupart du temps cela fut impossible et beaucoup sont encore debout aujourd'hui.

## Caractéristiques des Flaktürme

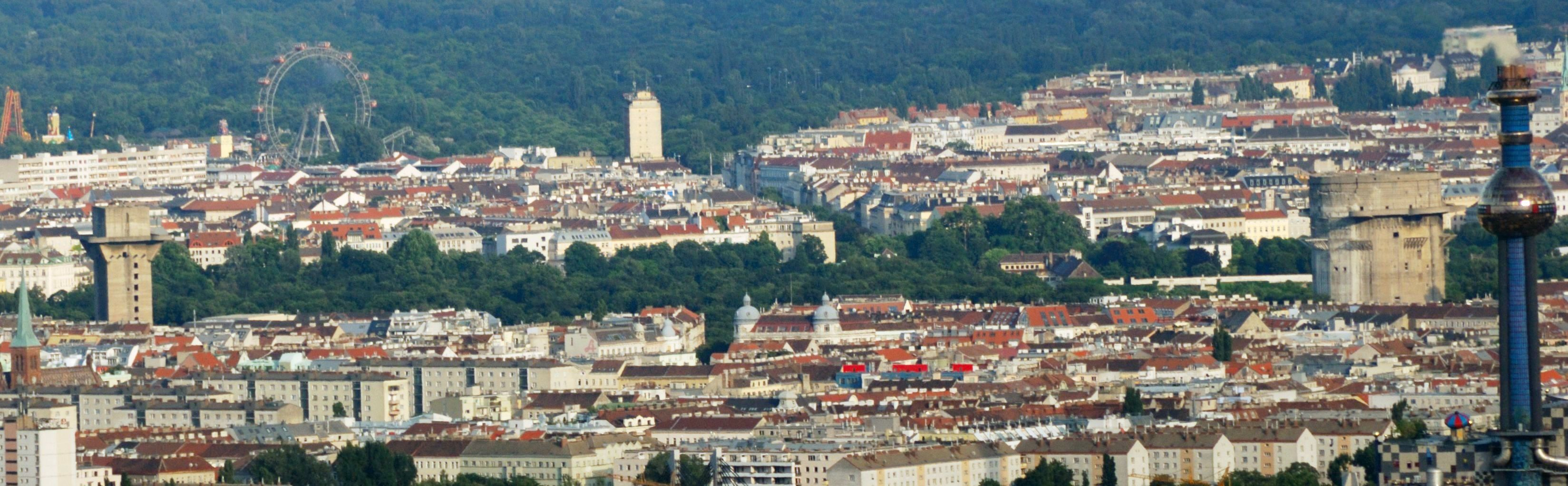
Les tours L et G à Parc Augarten, Vienne.

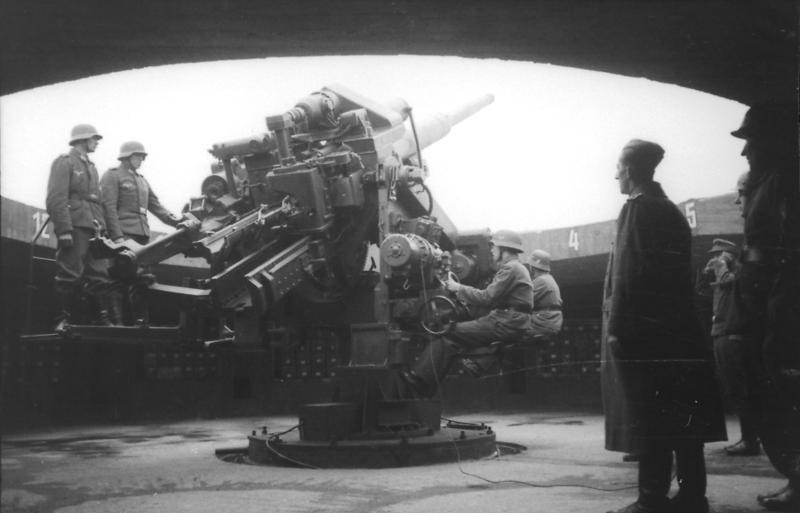
Un Flak 40 de 12,8 cm, l'arme principale des tours de Flak et son équipe.

Chaque complexe de tour de Flak est constitué :
- d'une G-Turm (Gefechtsturm) ou tour de combat ;
- d'une L-Turm (Leitturm) ou tour de commandement.

- Génération 1

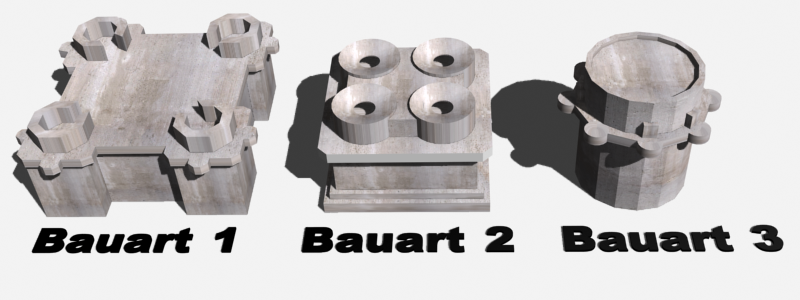
Les trois générations de G-Turm.

  - G-Turm. Dimensions : 70,5 × 70,5 × 39 m, habituellement armée de huit (quatre jumelés : 4 × 2) canons de 128 mm, de nombreux canons de 37 mm et 32 (huit quads : 8 × 4) canons de 20 mm.
  - L-Turm. Dimensions : 50 × 23 × 39 m, habituellement armée de seize (quatre quads : 4 × 4) canons de 20 mm.
- Génération 2
  - G-Turm. Dimensions : 57 × 57 × 41,6 m, habituellement armée de huit (quatre jumelés : 4 × 2) canons de 128 mm et seize (quatre quads : 4 × 4) canons de 20 mm.
  - L-Turm. Dimensions : 50 × 23 × 44 m, habituellement armée de quarante (dix quads : 10 × 4) canons de 20 mm.
- Génération 3
  - G-Turm. Dimensions : 43 × 43 × 54 m, habituellement armée de huit (quatre jumelés : 4 × 2) canons de 128 mm et trente-deux (huit quads : 8 × 4) canons de 20 mm.

Adolf Hitler avait demandé l'étude de G-Turm encore plus grosses. Elles auraient fait trois fois la taille et auraient eu trois fois la puissance de feu des tours de Flak déjà construites.

## Tours

### Flakturm I - Zoologischer Garten Berlin, Berlin
- Zoologischer Garten Berlin (1re génération) - Avril 1941
  - G-Turm détruite par les britanniques à la fin de la guerre. 52° 30′ 33″ N, 13° 20′ 12″ E
  - L-Turm détruite après la guerre. 52° 30′ 37″ N, 13° 20′ 12″ E

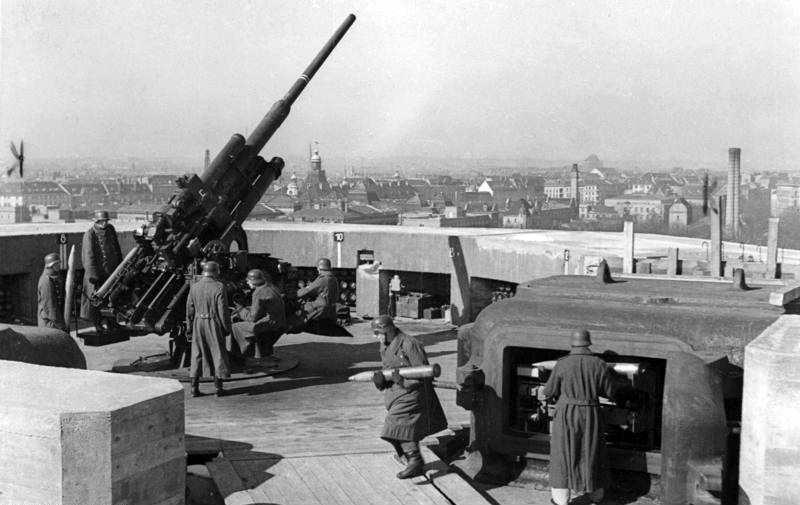
Position anti-aérienne de la tour du zoo.
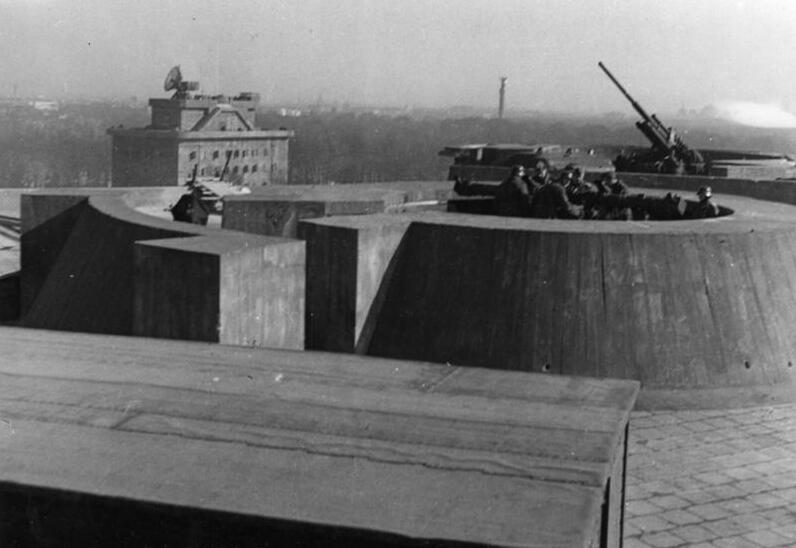
Bunker du zoo de Berlin 1942.

### Flakturm II - Friedrichshain, Berlin
- Friedrichshain (1re génération) - Octobre 1941
  - G-Turm partiellement démolie après la guerre ; un côté reste visible. 52° 31′ 35″ N, 13° 25′ 55″ E
  - L-Turm démolie après la guerre. 52° 31′ 40″ N, 13° 26′ 19″ E

La G-Turm, connue sous le nom de Mont Klamott à Berlin, a servi d'inspiration pour quelques chansons du compositeur-interprète Wolf Biermann et du groupe de rock Silly.
Durant la guerre, la Flakturm II devient également un lieu d'entreposage d'œuvres d'art pour les mettre à l'abri des bombardements alliés. On y dépose notamment les œuvres du Kaiser-Friedrich Museum, actuellement connu sous le nom de musée de Bode. Entre le 6 et le 18 mai 1945, lors de la bataille de Berlin, deux incendies vont se déclencher dans la tour, provoquant la destruction de milliers d'oeuvres d'art.

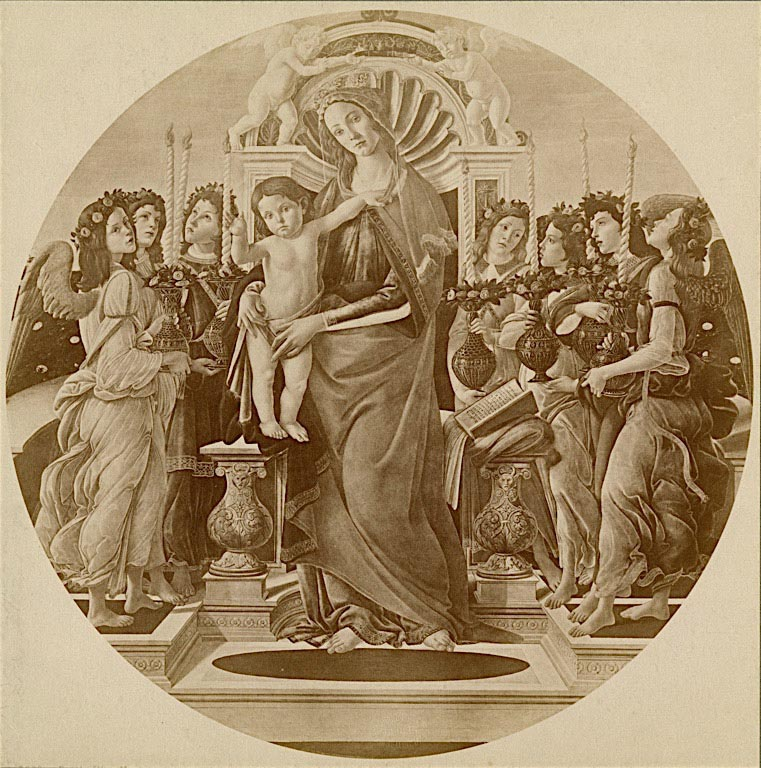
Une des peintures de Botticelli disparue dans l'incendie de la Flackturm Friedrichshain (Tondo de 192 cm de diamètre).

L’incendie de la Flakturm Friedrichshain en mai 1945, a été « le plus grand désastre artistique de l’histoire moderne, après la destruction de l’Alcazar de Madrid, qui eut lieu en 1734 ». Des milliers d’œuvres d’art (dont des peintures de Caravage, Rubens, Goya pour n’en citer que quelques-unes) ont été détruites par les flammes.
Cinq ans auparavant, en 1940, sur ordre d’Hitler, pour défendre les villes de Berlin, Hambourg et Vienne, on avait commencé à construire des tours en béton armé, équipées de radar et d’artillerie anti-aérienne, appelées Flakturm. Les Flaktürmen de Berlin étaient trois grands complexes triangulaires dans trois zones stratégiques de la ville : Zoologischer Garten Berlin, Friedrichshain et Humboldthain.
En raison de leur solidité et de leur sécurité exceptionnelles, les Flaktürme du zoo et de Friedrichshain ont été utilisés pour sécuriser des objets, des sculptures et des peintures provenant des musées berlinois. Mais à la grande surprise et à la consternation de tous, en mai 1945, après la guerre terminée, le Flakturm Friedrichshain subit pendant des jours un incendie dévastateur qui détruisit presque complètement les inestimables œuvres qu’il gardait.

#### L’incendie
L’incendie a éclaté entre le 5 et le 10 mai 1945, enveloppant la Flakturm Friedrichshain alors qu’elle était sous la garde de l’armée russe. Les informations sont toutes de Christopher Norris, historien d’art anglais qui a fait partie de la Commission alliée pour les monuments et les arts et qui était à Berlin juste après la libération, dans un article paru en décembre dans le journal de la grande revue d’art anglaise The Burlington Magazine, cité ensuite par la revue italienne Sele Arte. Les pertes déplorées, qui concernent principalement les collections du Kaiser-Friedrich Museum, le Schloss Museum, le Deutsches Museum et le Museum für Völkerkunde, consistent en sculptures, bronzes, textiles antiques, céramiques, œuvres d’art décoratif et d’artisanat.
Les plus grands dégâts ont été causés dans le secteur de la peinture : il s’agissait de 417 œuvres manquantes, dont 158 d’art italien, 89 d’art néerlandais, 54 d’art flamand, 67 d’art allemand, ainsi que de nombreux autres chefs-d’œuvre d’art espagnol, français et anglais, parmi lesquelles cinq peintures de Van Dyck, quatre de Ghirlandaio, trois de Rubens, trois de Botticelli, trois de Caravage, trois de Cranach, trois de Caspar Friedrich, deux de Murillo, mais aussi d'autres de Veronese, Beccafumi, del Sarto, Bergognone, etc.).
En Allemagne, dès 1938, à l’insistance des fonctionnaires, de nombreuses œuvres d’art avaient été réfugiées dans la Monnaie et dans des souterrains armés de banques. Mais c’est en 1941, sous la pression des événements de guerre et aussi pour avoir plus de garanties de conservation et de sécurité, qu’une partie des collections artistiques fut transférée dans les Flaktürmen du Zoo et de Friedriehshain. En dehors de quelques déménagements de matériaux particulièrement délicats, il restait dans le Friedriechshain 735 mètres cubes de caisses contenant des œuvres d’art. Pendant les bombardements aériens de l’hiver 1943-1944, certains musées ont beaucoup souffert et compte tenu des dommages causés aux œuvres d’art par des environnements inadaptés, au début de 1944 on a commencé à transporter des oeuvres d’art dans les mines de sel de Grasleben et dans les mines de potassium de Schönebeck. En même temps, en mars 1944, les directeurs de musée étaient avertis que les nouvelles bombes alliées rendaient les Flaktürme désormais destructibles. La situation de guerre, à cause des désastres militaires dans l’Est et ensuite de l’invasion de la France, devenait toujours plus critique et confuse, et donc vainement réussis beaucoup de tentatives d’évacuer les Flaktürme.
Ainsi arriva février 1945, avec les grands bombardements de jour : trop était resté à Berlin dans des bâtiments vulnérables, et on préféra donc recourir au Flakturm Friedrichshain, où furent apportées, du 21 au 24 février, de nombreuses œuvres de peinture de grande dimension. Après la décision de défendre Berlin à outrance, les responsables des musées ont encore une fois posé le problème de la sauvegarde des œuvres au ministre national-socialiste Bernhard Rust. Malgré les bombardements et l’occlusion des routes par les convois militaires, dès le 8 mars on a pu commencer l’évacuation des chantiers, avec peu de moyens logistiques. Le premier convoi a quitté Berlin le 11 mars, et le dixième et dernier le 7 avril. Les travaux ont subi des dangers continus (par exemple, le convoi qui transportait le trésor des Guelfes a été bombardé) et ont subi des dommages considérables. Mais les événements se sont précipités.
Le 21 avril, les bombardements russes de Berlin encerclée ont commencé. Les tirs d’artillerie ont fait des dégâts énormes. Alors que le garde de la Flakturm du zoo est resté à sa place, celui de Friedrichshain semble avoir été retiré ou s’être évaporé. Le 2 mai, la ville capitulait et les directeurs des musées se préoccupaient immédiatement de sauvegarder les dépôts. Le 3 mai, ils ont pris contact avec les autorités russes pour assurer la protection des Flaktürme. Le professeur Kümmel s’est entretenu avec le général Bersarin au quartier général russe de Karlshorst. Le 5 mai, aucune mesure de protection n’avait été prise ; mais les dépôts ont été vérifiés et trouvés intacts. Il y avait cependant un danger immédiat des pillards et des civils à la recherche de nourriture, ainsi que des groupes de militaires détournés. Le 7 mai, les fonctionnaires des musées, accompagnés d’un officier russe, visitèrent la Flakturm de Friedrichshain et se trouvèrent face à un spectacle terrible : le premier étage de la tour était en feu. Les Russes ont alors déblayé le Flakturm du zoo entre le 7 mai et le 8 juin, mais entre-temps les deuxième et troisième étages du Flakturm de Friedrichshain avaient été dévorés par l’incendie. Le bâtiment fut abandonné : plusieurs fois, on y vit des civils et des pillards, mais rien ne put être fait.
Quand, encore en août 1945, le Norris put visiter les ruines de la Flakturm, il y trouva des gens campés, et surtout des fragments de faïences, des marbres calcinés, des bronzes semi-moulés, et surtout d’énormes morceaux de béton armé tombés des étages supérieurs, qui ont témoigné de la violence du feu. Les officiers alliés ont fait appel au commandement russe pour que ces fragments soient également examinés et recueillis, et des fouilles étaient organisées parmi les décombres du bâtiment, mais cela n’a pas pu être obtenu. À la suite de l’accord intervenu au début de 1946 sur la partition des zones de Berlin, les troupes russes ont choisi et ramassé les débris, et fait sauter ce qui restait du Flakturm.

### Flakturm III - Humboldthain, Berlin
- Humboldthain (1re génération) - Avril 1942
  - G-Turm partiellement détruite après la guerre, un côté restant visible. L'intérieur peut être visité. 52° 32′ 50″ N, 13° 23′ 06″ E
  - L-Turm partiellement détruite après la guerre, quelques murs restent visibles. 52° 32′ 39″ N, 13° 23′ 14″ E

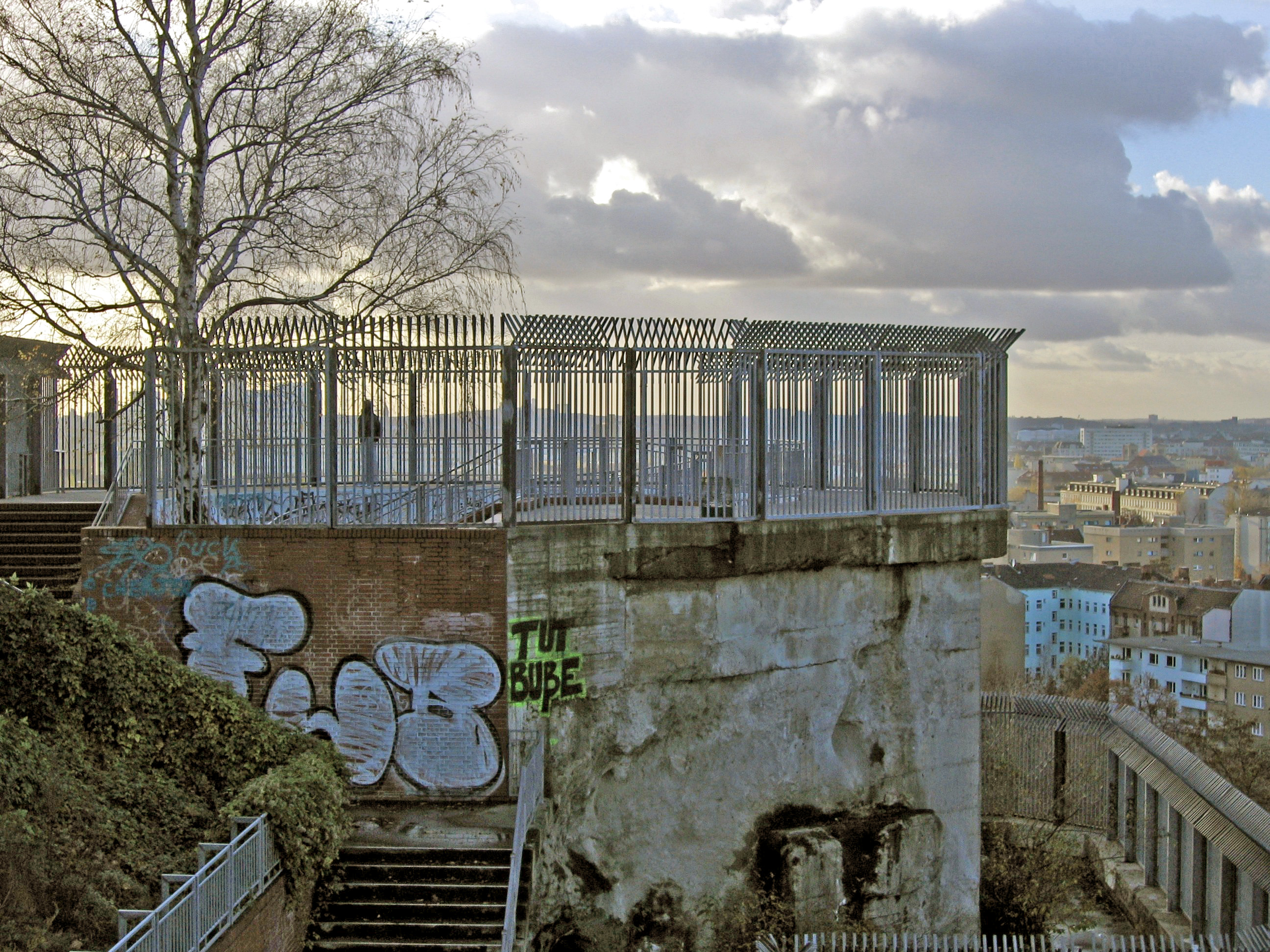
Flakturm III G-Turm.

### Flakturm IV - Heiligengeistfeld, Hambourg
- Heiligengeistfeld (de) (1re génération) - Octobre 1942
  - G-Turm utilisée comme centre de médias. Comprend les studios d'enregistrement de la SAE, le magasin de musique Amptown / Just Music et la boîte de nuit Uebel & Danger. 53° 33′ 22″ N, 9° 58′ 12″ E.
  - L-Turm démolie après la guerre et remplacée par un immeuble T-Mobile ressemblant fortement à l'ancienne tour. 53° 33′ 10″ N, 9° 58′ 02″ E.

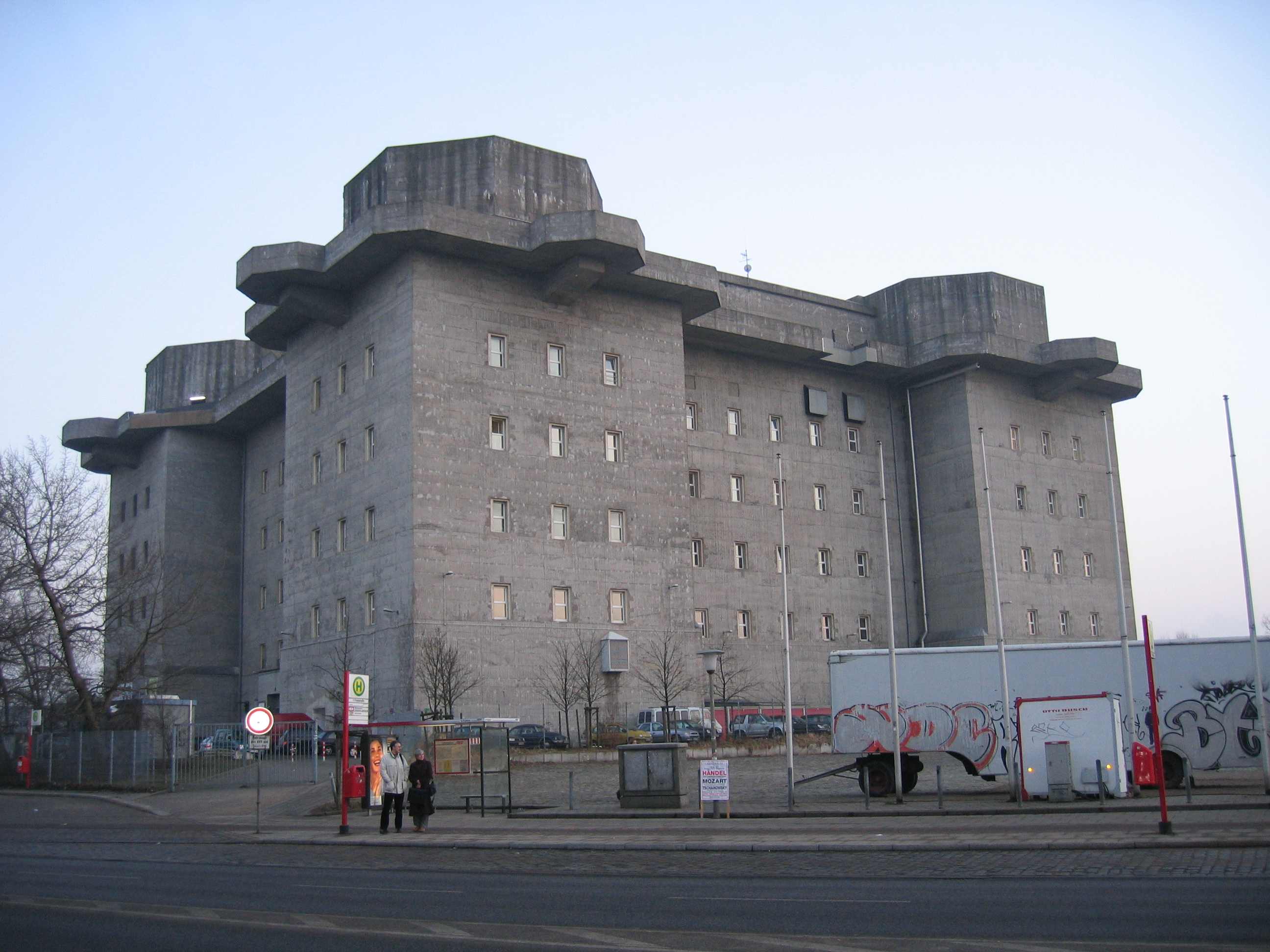
Flakturm IV G-Turm.

### Flakturm V - Stiftskaserne, Vienne
- Stiftskaserne (3e génération) - Juillet 1944
  - G-Turm utilisée par l'armée autrichienne. 48° 12′ 06″ N, 16° 21′ 21″ E
  - L-Turm (dans Esterhazypark) est utilisé comme aquarium public, le Haus des Meeres, depuis 1957, mur d'escalade et musée de la torture. 48° 11′ 52″ N, 16° 21′ 09″ E

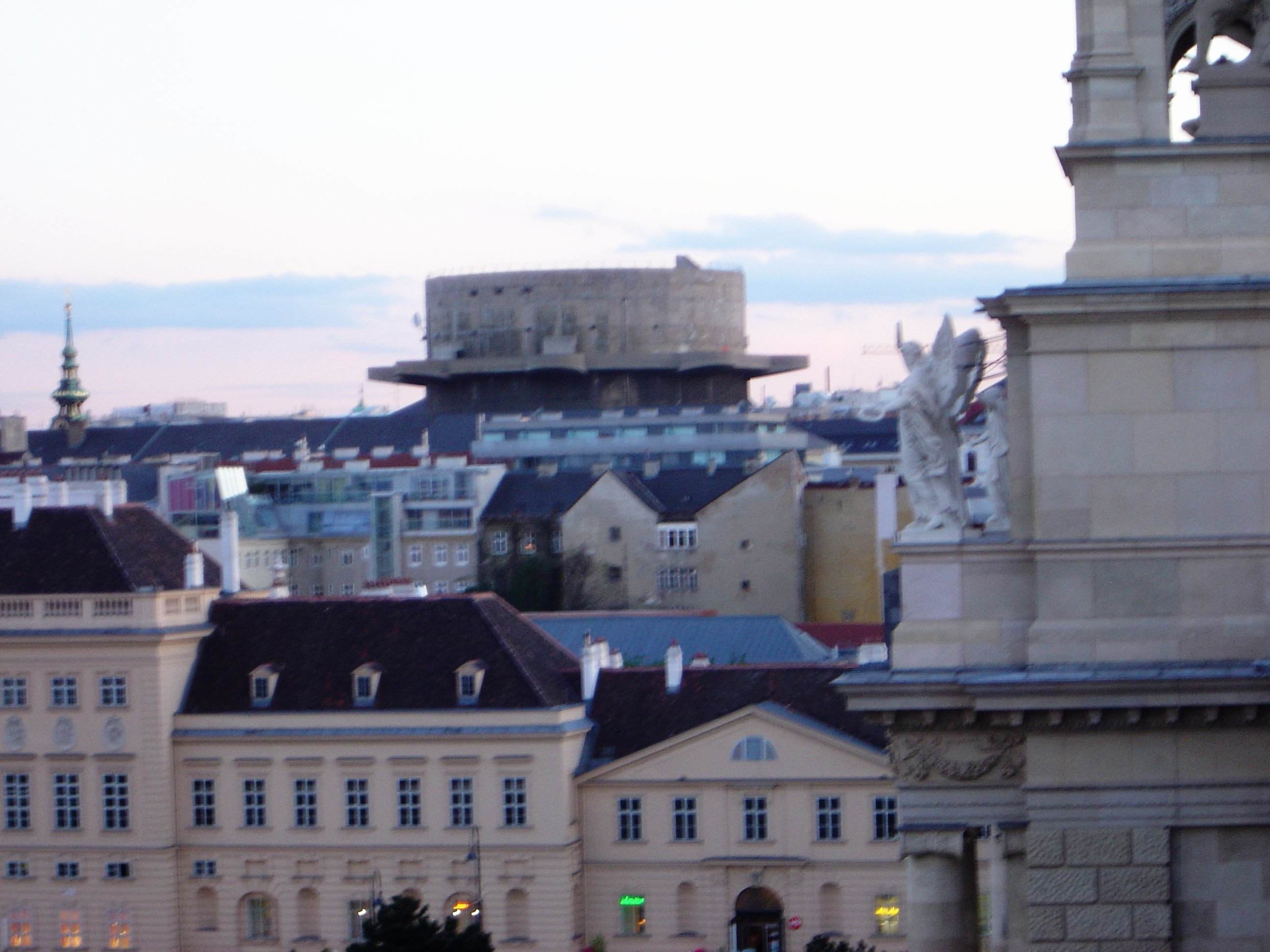
Flakturm V G-Turm.
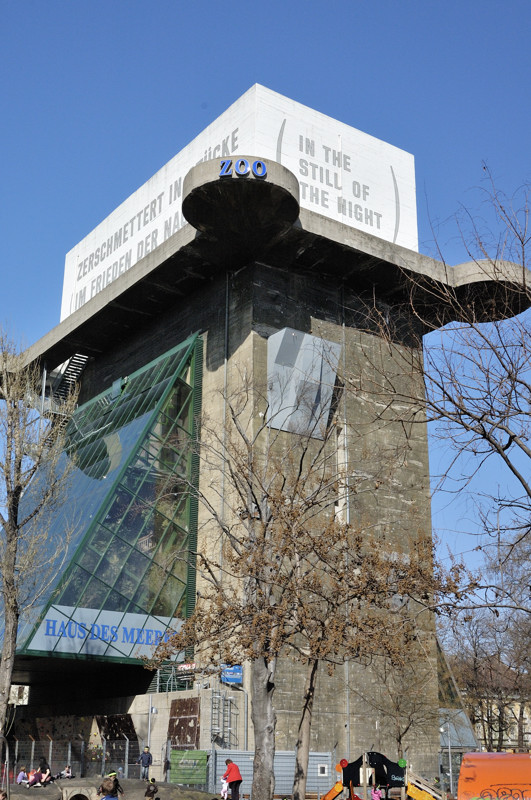
Flakturm V L-Turm.
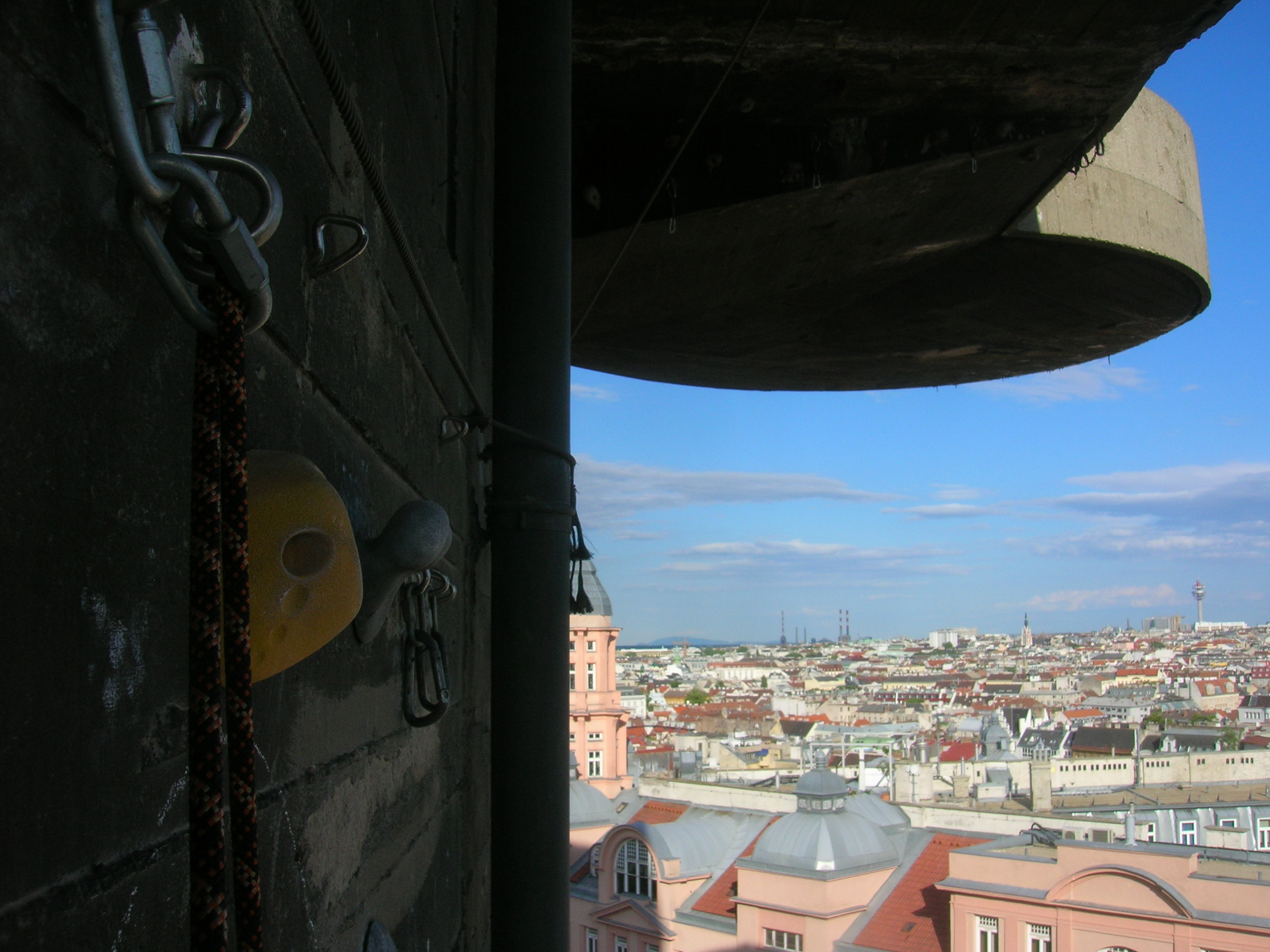
Vue depuis le haut du mur.

### Flakturm VI - Wilhelmsburg, Hambourg
- Wilhelmsburg (2e génération) - octobre 1943
  - G-Turm, endommagée à l'intérieur à la suite d'une explosion le 17 octobre 1947. Elle est connue actuellement sous le nom d'EnergieBunker à la suite de sa transformation en centrale d'énergie verte qui produit de l'électricité et de la chaleur. On y trouve également un café et une plate-forme d'observation. 53° 30′ 36″ N, 9° 59′ 24″ E
  - L-Turm détruite après la guerre.

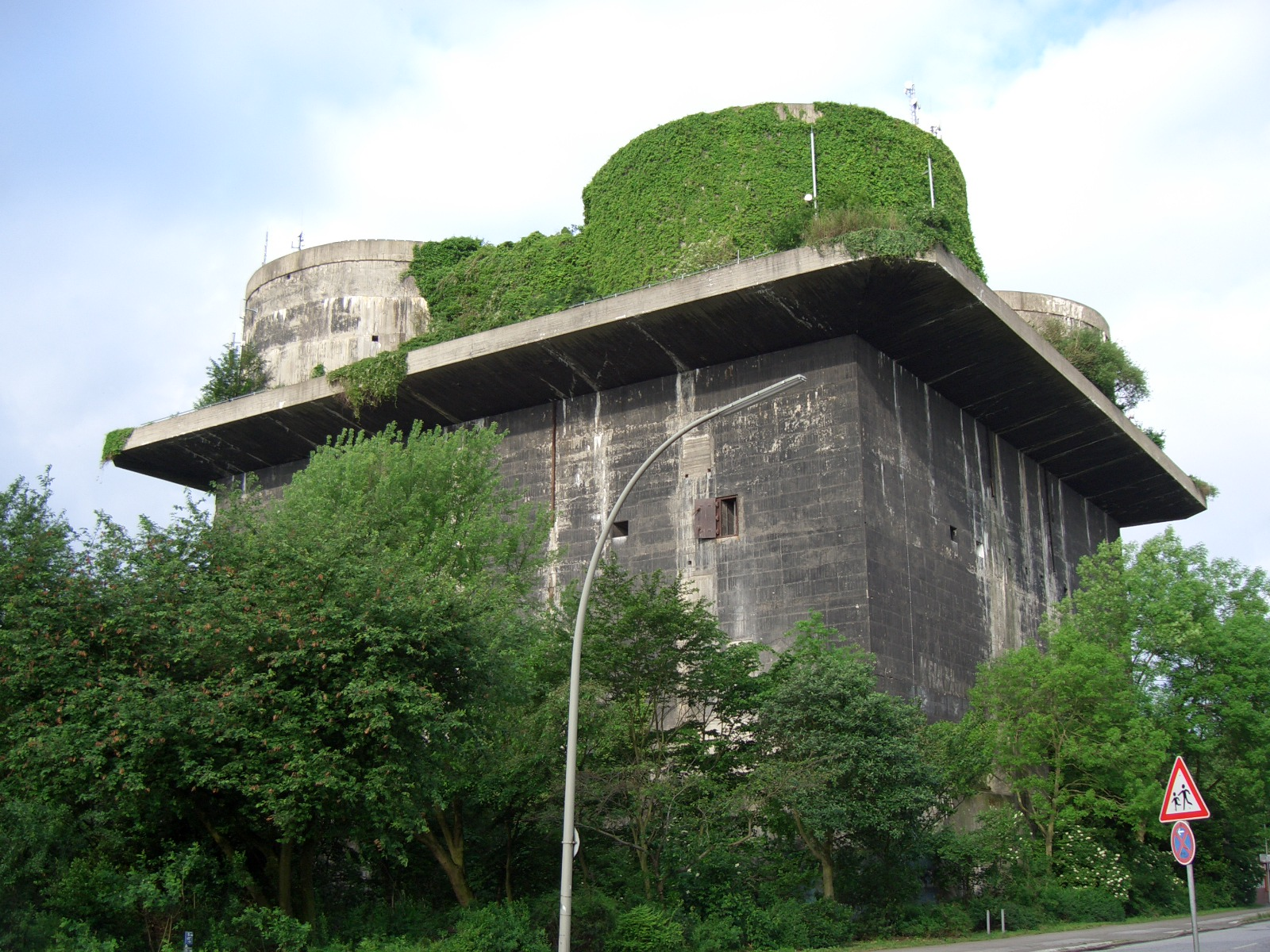
Flakturm VI G-Turm.
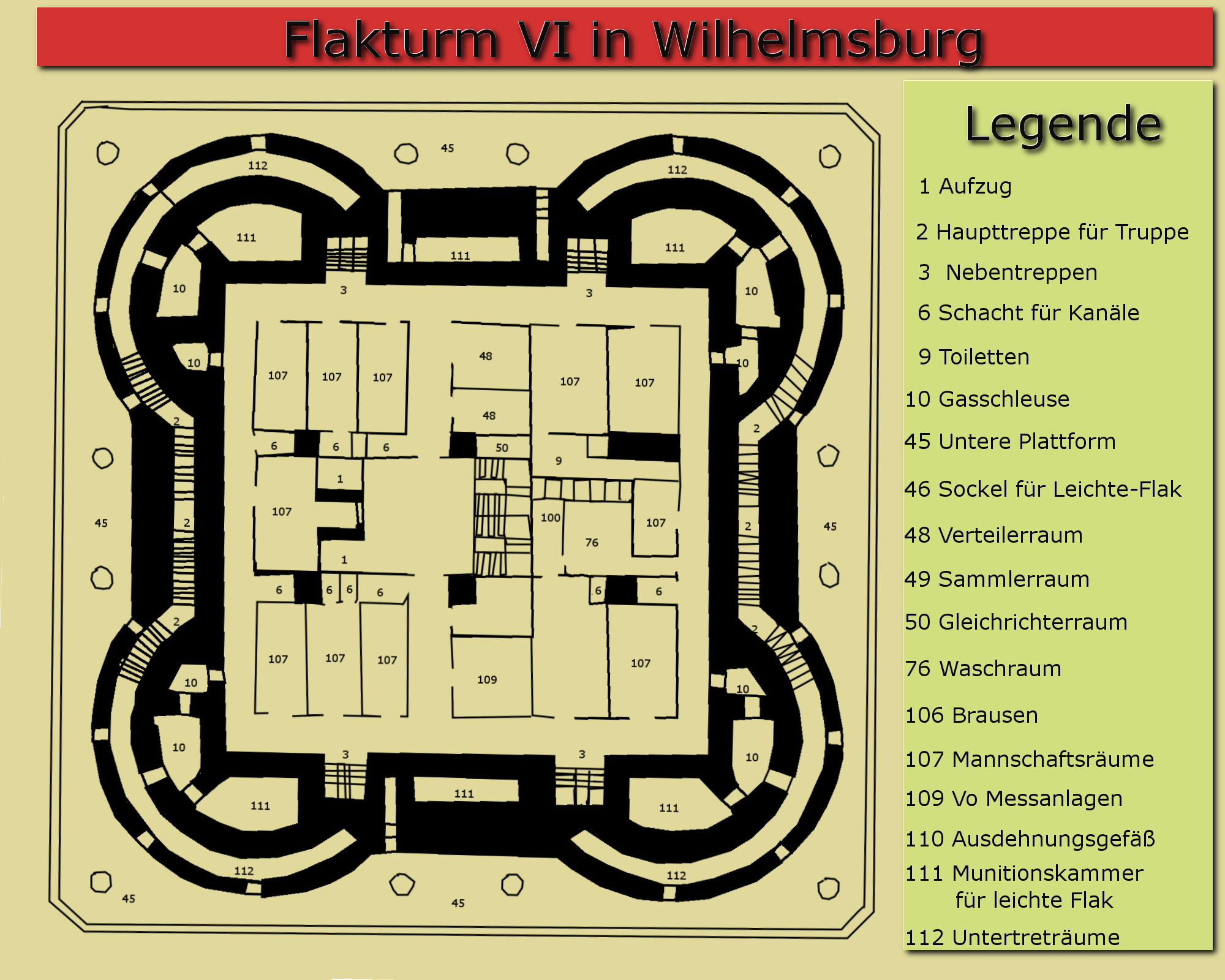
Plan de la G-Turm.

### Flakturm VII - Parc Augarten, Vienne
- Parc Augarten (3e génération) - Janvier 1945
  - G-Turm : elle est vide. Elle a été endommagée par une explosion accidentelle de munitions en 1946. La totalité des plateformes d'armes 20 mm du nord-est et la moitié de celles de l'est ont été retirées courant 2007, incluant le chemin de connexion, à cause de la détérioration. La tour en elle-même a été renforcée par des câbles en acier qui entourent la structure complète, 12 câbles sont au-dessus des nids de mitrailleuses, 6 juste en dessous et 4 supplémentaires sont à mi-hauteur de la tour. La tour abrite des milliers de pigeons qui nichent sur chaque plate-forme et dans chaque ouverture. Le côté ouest de la structure est utilisé comme relais pour les téléphones portables. 48° 13′ 32″ N, 16° 22′ 22″ E
  - L-Turm : elle est vide. Elle pourrait être utilisée à l'avenir comme dépôt pour du matériel informatique ou comme cinéma en plein air. 48° 13′ 40″ N, 16° 22′ 41″ E

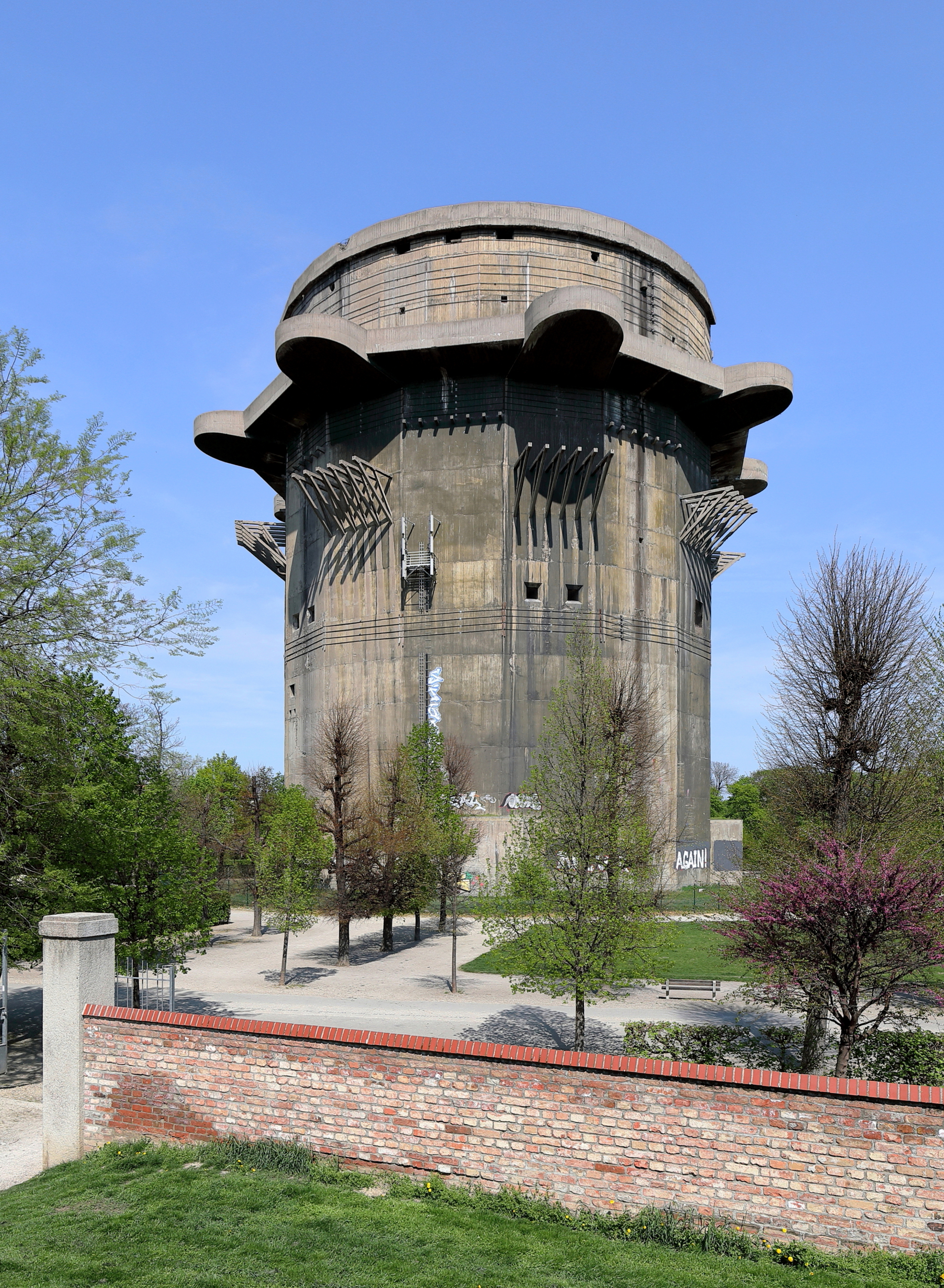
Flakturm VII G-Turm.
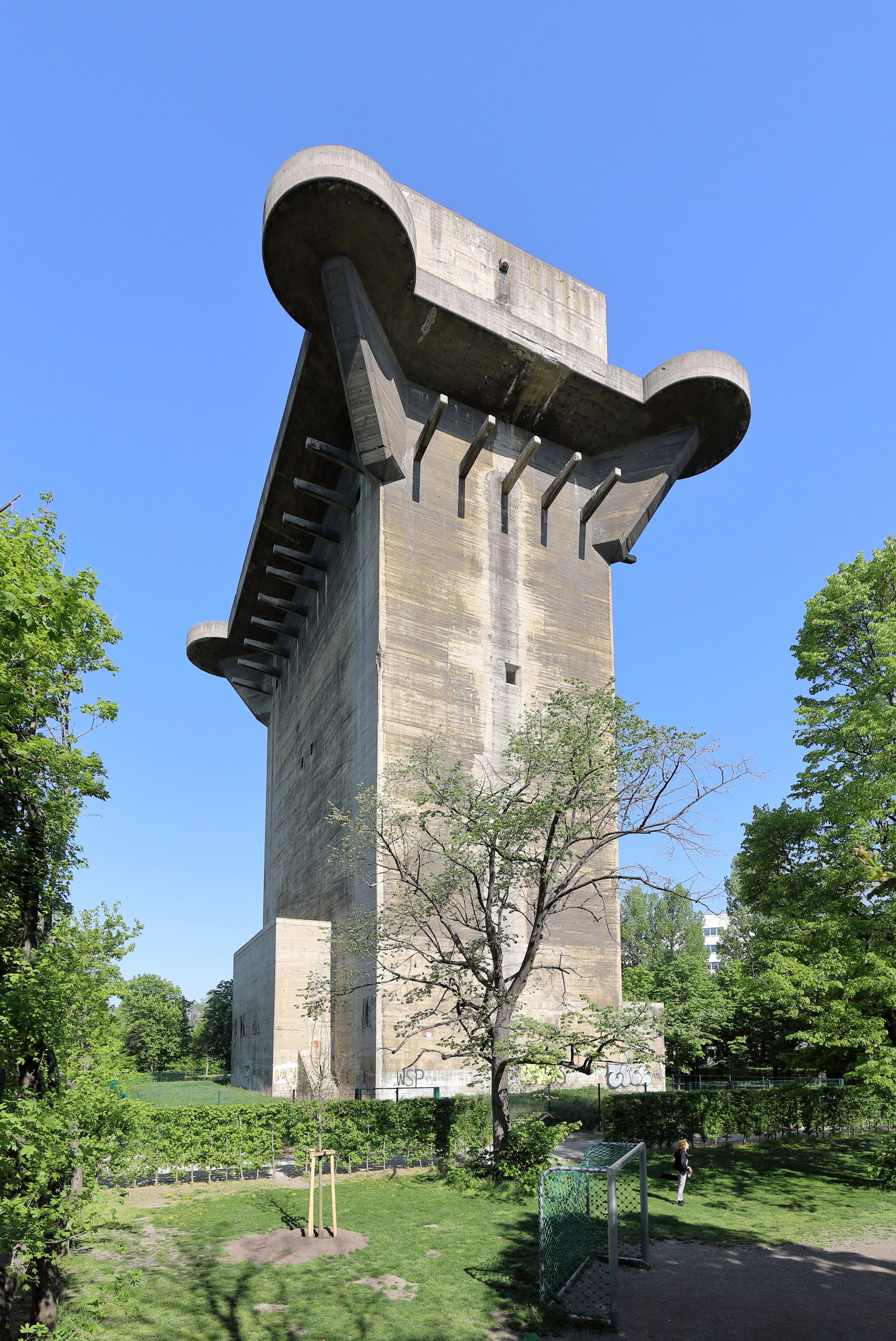
Flakturm VII L-Turm.

### Flakturm VIII - Arenbergpark, Vienne
- Arenbergpark (2e génération) - Octobre 1943 48° 11′ 54″ N, 16° 23′ 29″ E
  - G-Turm est utilisée comme dépôt du Museum für angewandte Kunst
  - L-Turm : elle est vide. Elle peut servir pour des expositions. Il existe un accès à des visites guidées

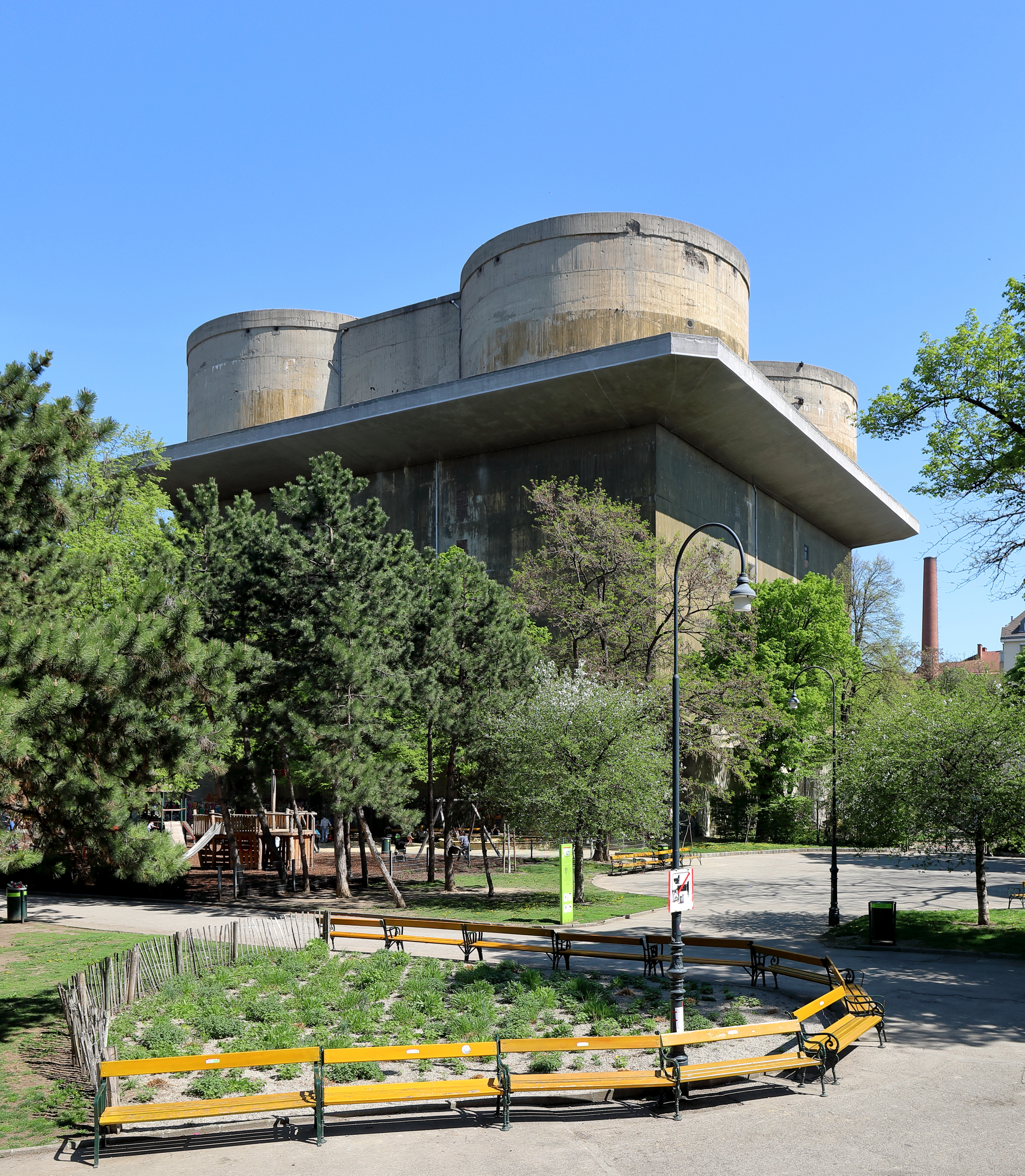
Flakturm VIII G-Turm.
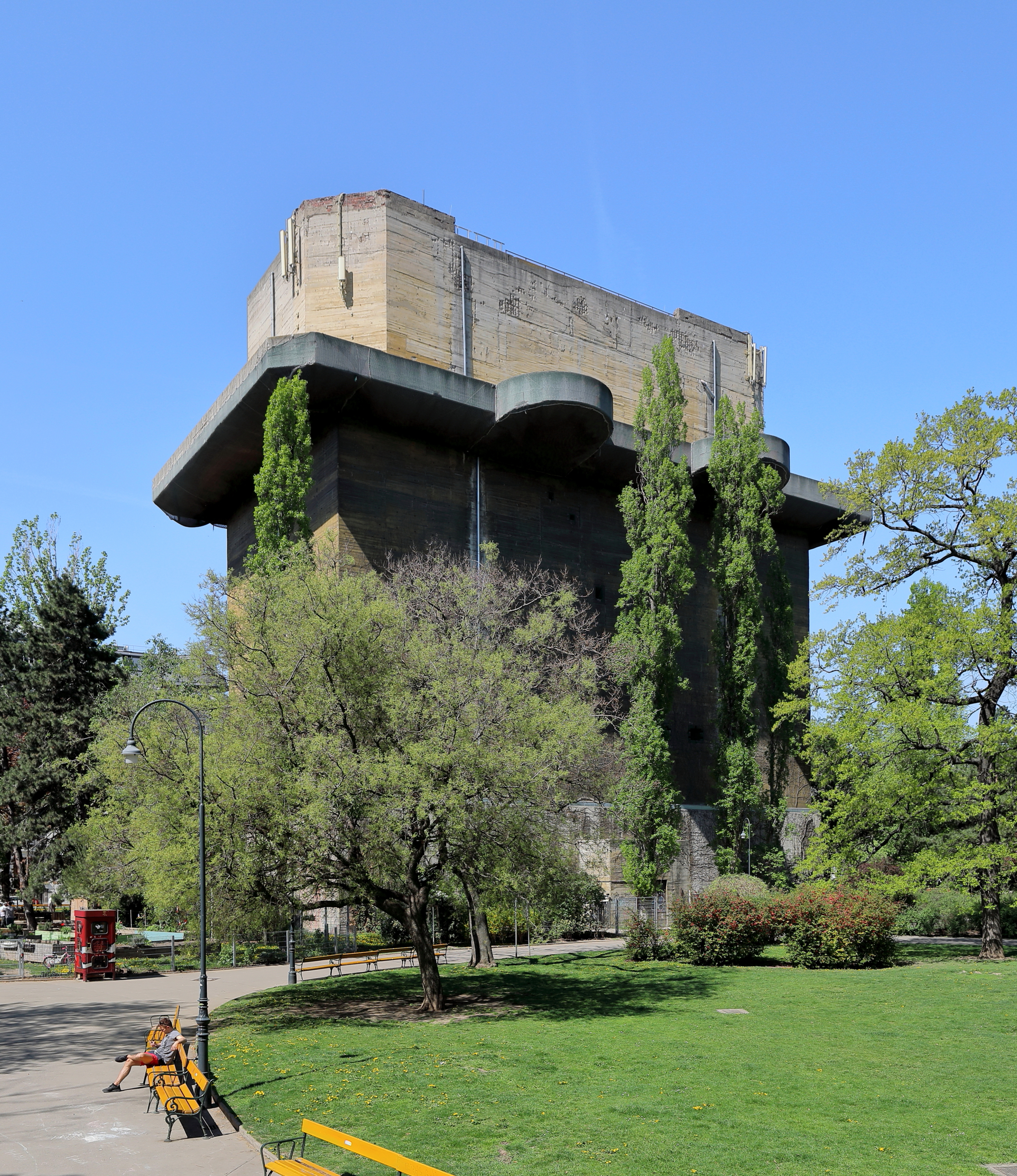
Flakturm VIII L-Turm.

## Tours prévues à l'époque

### Berlin
- Tiergarten (deux tours additionnelles prévues, non construites)
- Hasenheide Templehof (prévue, non construite)
- Reichstag (considérée à modifier, mais s'est révélée impossible)

### Brême
- Contrescarpe de Brême Neustadt (deux prévues, aucune construite)

### Hambourg
- Est de Hambourg (prévue, non construite)

### Munich
- Gare de Munich (huit prévues, aucune construite)

### Vienne
- Les plans originaux prévoyaient de placer les trois tours à Schmelz, Prater et Floridsdorf.

## Canons antiaériens
Les canons utilisés sur les tours furent divers. L'armement des G-Turm (deux furent achevées à Berlin en octobre 1941, une troisième en avril 1942) comprenait sur la plate-forme supérieure quatre canons de 10,5 cm, remplacés en 1942 par des Flakzwilling 40. Les niveaux inférieurs étaient dotés de pièces légères de 2 cm et 3,7 cm.
Au vu des photographies de l'époque, nous pouvons plus précisément citer pour l'ensemble des tours :
- 37 mm Flakzwilling 43
- 2 cm Flakvierling 38
- 10,5 cm Flak 38
- 12,8 cm Flakzwilling 40

## Documentaires télévisés
- Les bunkers secrets d'Hitler, de George Pagliero, sur National Geographic.
- Un bunker dans Berlin : 6e épisode de la série Nazi Mégastructures, sur National Geographic.